# Белый террор (Россия)
«Бе́лый терро́р» в Росси́и — совокупность крайних форм репрессивной политики антибольшевистских сил во время Гражданской войны (1917—1922), включающих принятие органами власти репрессивных актов и их практическую реализацию в виде радикальных мер, направленных против представителей советской власти, большевиков и сочувствующих им сил. К «белому террору» относятся и репрессивные действия вне рамок какого-либо законодательства со стороны военных и политических структур антибольшевистских движений различного толка. Отдельно от этих мер Белым движением применялась система превентивных мер террора как акции устрашения по отношению к сопротивляющимся группам населения на контролируемых им территориях в условиях чрезвычайных обстоятельств.

## Историографические оценки
Понятие «белый террор» вошло в политическую терминологию периода революции и Гражданской войны и традиционно применяется в современной историографии, хотя сам по себе термин является условным и собирательным, так как в антибольшевистские силы входили не только представители Белого движения, но и другие весьма разнородные силы.
Согласно общепризнанной точке зрения, в России понятие «белый террор» применялось для обозначения политики правительств Белого движения, демократических антибольшевистских правительств и иных контрреволюционных сил в стране, а также интервентов в ходе Гражданской войны, направленной на:
- подавление революционных политических настроений;
- уничтожение большевистского подполья и партизанского движения;
- уничтожение тех, кто служил в РККА или в органах советского управления.

«Белый террор» проводился:
- официально созданными органами:
  - гражданскими:
    - юстиции;
    - государственной охраны;
    - внутренних дел;

  - военными:
    - контрразведка;
    - военно-полевые суды;
- неофициальными, самочинно организованными органами, образованными различными представителями военного командования;
- войсками Белых армий в ходе бесконтрольных погромов и самосудов[2].

Чаще всего репрессии осуществлялись без суда или по упрощённой схеме судопроизводства.
Ряд историков полагает, что в отличие от «красного террора», провозглашённого большевиками как средства установления их политического господства, сам термин «белый террор» не имел ни законодательного, ни пропагандистского утверждения в Белом движении в период Гражданской войны. Историки признают, что белые армии не были чужды свойственной войне жестокости, однако считают, что «чёрные страницы» белых армий отличались принципиально от политики большевиков:
- белые не создавали организаций, аналогичных большевистским чрезвычайным комиссиям и революционным трибуналам;
- лидеры Белого движения никогда не призывали к массовому террору, к расстрелам по социальному признаку, ко взятию и расстрелу заложников, если враги не исполняли тех или иных требований;
- участники Белого движения не видели ни идеологической, ни практической необходимости в проведении массового террора. Они были убеждены, что целью боевых действий белых была не война против каких-то широких масс или социальных классов, а война с небольшой партией, захватившей в России власть и использовавшей в своих интересах для достижения цели социально-экономическую и политическую ситуацию, а также конъюнктурные изменения в настроениях низов российского общества[3].

Ряд исследователей считает, что особенностью «белого террора» являлся его неорганизованный, спонтанный характер, что он не возводился в ранг государственной политики, не выступал в роли средства устрашения населения и не служил средством уничтожения социальных классов или этнических групп (казачества, калмыков), в чём состояло его отличие от красного террора.
В то же время ряд российских историков указывает, что приказы, исходившие от высоких должностных лиц Белого движения, а также законодательные акты белых правительств свидетельствуют о санкционировании военной и политической властью репрессивных действий и актов террора в отношении большевиков и поддерживающего их населения, об организованном характере этих актов и о роли их для устрашения населения контролируемых территорий.
Доктор исторических наук Г. А. Трукан отмечает, что советские авторы акцентировали внимание преимущественно на «белом» терроре, многие современные авторы, симпатизирующие «белому движению», действуют наоборот. Однако, по оценке Трукана, на территориях, занятых белыми, творилось не меньше злодеяний и бесчинств, чем в советской России.
Историк С. П. Мельгунов, давая характеристику белого террора, определяет его как «эксцессы на почве разнузданности власти и мести», поскольку, по его мнению, в отличие от красного террора, белый террор не исходил напрямую от органов белой власти (как свидетельствовал сам Колчак, он был бессилен перед явлением, именуемым «атаманщиной») и не был обоснован «в актах правительственной политики и даже в публицистике этого лагеря», в то время как террор большевиков был закреплён целым рядом декретов и приказов. Мельгунов заявлял, что в декретах белой власти и белой прессе, в отличие от большевиков, не содержалось призывов к массовым убийствам по классовому признаку, к мести и уничтожению социальных групп.
Жертвами «белого террора» становились сторонники не только большевиков, но и других левых партий, а также совершенно случайные люди. По мнению генерала А. И. Деникина, контрразведки Белых армий «были иногда очагами провокации и организованного грабежа».

## Начало «белого террора»
Согласно общепризнанной точке зрения, первые акции «белого террора» отмечались во время антибольшевистского Ярославского восстания в июле 1918 года. В том же 1918 году антибольшевистским Комитетом членов Учредительного собрания были созданы первые карательные органы и приняты репрессивные меры: в августе созданы Чрезвычайный суд, Министерство охраны государственного порядка и его чрезвычайная часть, в сентябре введена смертная казнь, в октябре установлено военное положение и на всей подконтрольной территории введены военно-полевые суды. Министерство охраны государственного порядка возглавил Е. Ф. Роговский. Были арестованы и заключены в тюрьмы около 20 тысяч человек.
В советской историографии датой первого акта белого террора иногда считали 28 октября (10 ноября) 1917, когда после капитуляции большевиков в Кремле одна из групп ещё неразоружённых солдат, как пишет историк С. П. Мельгунов, вдруг открыла огонь по юнкерам, в ответ на что, ошибочно принятый красными за свой, броневик белых повёл ответный огонь по начавшим стрельбу. В результате жертвы имелись и у солдат, и у юнкеров. Историк наиболее достоверными находит цифры Филатьева — всего 30 человек с обеих сторон, отмечая при этом, как у большевистских историков они превращаются в 180, в газете «Социал-Демократ», исходя из показаний солдат 56-го полка — в 197, а в донесениях разведки ВРК — уже в 250—300 человек. Л. Е. Файн и В. Б. Жиромская называют число 500. В исследовании И. С. Ратьковского автор пишет, что по обобщённым данным очевидцев событий, было убито и ранено шесть юнкеров и около двух сотен солдат.
Отдельные исследователи относят к белому террору и репрессии царского правительства против социалистов, начавшиеся с 1866 года после неудачного покушения Д. В. Каракозова на Александра II.
Очень важным моментом является отношение к т. н. «белому террору» со стороны такого вождя Белого движения, каким был Генерального штаба генерал от инфантерии Л. Г. Корнилов. В советской историографии довольно часто приводятся его слова, якобы сказанные в начале Ледяного похода: «Я даю вам приказ, очень жестокий: пленных не брать! Ответственность за этот приказ перед Богом и русским народом я беру на себя!». Исследовавший этот вопрос современный историк и исследователь Белого движения В. Ж. Цветков обращает внимание в своей работе, что никакого оформленного «приказа» с подобным содержанием ни в одном из источников не обнаружено. При этом наличествуют свидетельства А. Суворина, единственного, кто успел издать свой труд «по горячим следам» — в Ростове в 1919 году:

Первым боем армии, организованной и получившей своё нынешнее название [ Добровольческой ], было наступление на Гуков в половине января. Отпуская офицерский батальон из Новочеркасска, Корнилов напутствовал его словами, в которых выразился точный его взгляд на большевизм: по его мнению, это был не социализм, хотя бы самый крайний, а призыв людей без совести людьми тоже без совести к погрому всего трудящегося и государственного в России [в оценке «большевизма» Корнилов повторял его типичную оценку многими тогдашними социал-демократами, например, Плехановым]. Он сказал: «Не берите мне этих негодяев в плен! Чем больше террора, тем больше будет с ними победы!» Впоследствии он к этой суровой инструкции прибавил: «С ранеными мы войны не ведём!»…
Однако, как свидетельствует исследование И. С. Ратьковского, данный призыв Л. Г. Корнилова часто фиксируется и в других белых мемуарах.

По свидетельству В. Е. Павлова, вождь Белого движения генерал Л. Г. Корнилов, выступая перед добровольцами-офицерами, сказал следующее: «…вы скоро будете посланы в бой. В этих боях вам придётся быть беспощадными. Мы не можем брать пленных, и я даю вам приказ, очень жестокий: пленных не брать! Ответственность за этот приказ перед Богом и русским народом беру я на себя…».
Схоже напутствовал перед отправкой на фронт офицеров Гвардейской роты и генерал С. Л. Марков:
«Имейте в виду, — говорил он, — враг чрезвычайно жестокий. Бейте его! Пленными перегружать наш тыл не надо!».
Имеются свидетельства и более жёстких директив этого периода генерала Л. Г. Корнилова. Так, согласно М. А. Нестерович-Берг, генерал Корнилов заявлял следующее:

«Пусть надо сжечь пол-России, залить кровью три четверти России, а всё-таки надо спасать Россию. Всё равно когда-нибудь большевики пропишут неслыханный террор не только офицерам и интеллигенции, но и рабочим, и крестьянам».
Генерал Корнилов считал террор в любой его форме действенным и эффективным оружием, утверждая, что без него в борьбе с большевиками не обойтись.Так же в белых мемуарах подчёркивается особая роль в реализации этого приказа генерала С. Л. Маркова.
В белых армиях смертные приговоры военно-полевых судов и приказы отдельных начальников приводились в исполнение комендантскими управлениями, что, однако, не исключало участия добровольцев из числа строевых чинов в расстрелах пленных красноармейцев. Во время «Ледяного похода», по свидетельству Н. Н. Богданова — участника этого похода:

«Взятые в плен, после получения сведений о действиях большевиков, расстреливались комендантским отрядом. Офицеры комендантского отряда в конце похода были совсем больными людьми, до того они изнервничались. У Корвин-Круковского появилась какая-то особая болезненная жестокость. На офицерах комендантского отряда лежала тяжёлая обязанность расстреливать большевиков, но, к сожалению, я знал много случаев, когда под влиянием ненависти к большевикам, офицеры брали на себя обязанности добровольно расстреливать взятых в плен. Расстрелы были необходимы. При условиях, в которых двигалась Добровольческая армия, она не могла брать пленных, вести их было некому, а если бы пленные были отпущены, то на другой день сражались бы опять против отряда».
Тем не менее подобные действия на белом Юге, как и на других территориях в первой половине 1918 г., не носили характера государственно-правовой репрессивной политики белых властей, они проводились военными в условиях «театра военных действий» и соответствовали повсеместно сложившейся практике «законов военного времени».
Другой очевидец событий — ставший впоследствии известным корниловцем А. Р. Трушнович — так описывал эти обстоятельства: в отличие от большевиков, чьи вожди провозгласили грабёж и террор идейно оправданными действиями, на знамёнах армии Корнилова были начертаны лозунги законности и правопорядка, поэтому она стремилась избегать реквизиций и излишних кровопролитий. Однако обстоятельства вынудили добровольцев в определённый момент начать отвечать жестокостью на зверства большевиков:

«Под станицей Гниловской большевики убили раненых корниловских офицеров и сестру милосердия. Под Лежанкой был взят в плен и заживо закопан в землю разъезд. Там же большевики вспороли живот священнику и волокли его за кишки по станице. Их зверства всё умножались, и чуть ли не каждый корниловец имел среди своих близких замученных большевиками. В ответ на это корниловцы перестали брать пленных… Это подействовало. К сознанию непобедимости Белой армии присоединился страх смерти».

Данные жесткие меры применялись добровольцами задолго до Лежанки 6 марта (21 февраля) 1918 года, где они расстреляли после боя около 500 пленных. Так, 21 января 1918 года, при взятии станции Гуково в Донбассе, они расстреляли, по разным оценкам, от нескольких десятков до 300 пленных. Согласно историку А. Бугаеву, подобная жестокость была вызвана тем, что при первой попытке взятия станции погиб весь белый отряд штабс-капитана Добронравова, причём все захваченные в плен добровольцы были после пыток расстреляны. Ещё раньше после боях за Матвеев курган 11 января было расстреляно несколько десятков человек.

Отбитая у белых баржа с советскими гражданами 1918 г.

Приход к власти сторонников Учредительного собрания в городах Поволжья летом 1918 года сопровождался расправой над многими партийно-советскими работниками, запрещением большевикам и левым эсерам служить во властных структурах. На территории, которую контролировал «Комуч», были созданы структуры государственной охраны, военно-полевые суды, применялись «баржи смерти». На территориях Поволжья, которые контролировал КОМУЧ, летом-осенью 1918 жертвами антибольшевистского террора стали около 5 тысяч человек.
3 сентября 1918 года было жёстко подавлено выступление рабочих в Казани. Рабочие расстреливались из орудий и пулемётов по приказу коменданта города, выпускника Николаевской академии Генерального штаба генерала В. В. Рычкова. Применялись пулемёты и при расстрелах арестованных. 1 октября подавлено выступление рабочих в Иващенково. Согласно российским историкам Р. Г. Гагкуеву и В. Ж. Цветкову, в Иващенково было расстреляно 1000 человек. Как сообщает сотрудник КОМУЧа С. Николаев, «режим террора принял особо жестокие формы в Среднем Поволжье, через которое происходило движение чехословацких легионеров».
За 1918 год при «белой» власти на северной территории с населением около 400 тыс. человек в архангельскую тюрьму были отправлены 38 тысяч арестованных, из них около 8 тысяч было расстреляно, более тысячи умерло от побоев и болезней.
Массовые расстрелы встречались в 1918 году и на других территориях, занимаемых белыми армиями. Во время перехода Яссы-Дон отрядом М. Г. Дроздовского было расстреляно, согласно дневникам и мемуарам участников похода, не менее 800 человек. Расстрелы продолжились и позже, уже в составе Добровольческой армии. Так, в ответ на зверское убийство большевиками захваченного в плен командира полка М. А. Жебрака (был сожжён заживо), а также всех чинов захваченного вместе с ним штаба полка, а также в ответ на применение красными в этом сражении под Белой Глиной впервые за всю историю Гражданской войны разрывных пуль, командир 3-й дивизии Добровольческой армии М. Г. Дроздовский отдал приказ расстрелять взятых в плен. Прежде чем успел вмешаться штаб Командующего и лично А. И. Деникин, строго отчитавший Дроздовского за эту расправу, по приговорам военно-полевого суда были расстреляны несколько партий красноармейцев, бывших на том участке боя, где погибли дроздовцы, общим числом от 1500 до 2000. Но далеко не все взятые Дроздовским в плен в сражении под Белой Глиной красноармейцы были расстреляны: на следующий день после взятия станции Песчаноокопской и села Белая Глина командир 3-й дивизии впервые в истории Добровольческой армии подписал приказ о сформировании чисто солдатского 3-ротного батальона из пленных красноармейцев. Смысл этого приказа (за которым в ВСЮР последовали многие подобные) Дроздовского — как пишет историк Шишов — состоял в том, что проявленная в Белой Глине ответная жестокость была неотвратимым возмездием, но не политикой Белого движения в России. Из нескольких тысяч пленных большая часть была отпущена по домам, остальные были влиты в Солдатский батальон и другие части Добровольческой армии. Крупнейшим актом белого террора этого периода стала так называемая «Майкопская резня» в сентябре 1918 г. По разным источникам, количество жертв занявшего город генерал-майора В. Л. Покровского составило от 600 до 7 тыс. человек. По мнению И. С. Ратьковского, наиболее реальна цифра в 2,5 тыс. человек.
На территориях, контролируемых П. Н. Красновым, по сообщениям советской прессы (например, газеты «Правда»), общий счёт жертв достиг в 1918 году более 30 тысяч человек. «Рабочих арестовывать запрещаю, а приказываю расстреливать или вешать; Приказываю всех арестованных рабочих повесить на главной улице и не снимать три дня» — эти бесчеловечные слова из приказов красновского есаула, коменданта Макеевского района от 10 ноября 1918 г.
Данные о жертвах белого террора довольно различны в зависимости от источника.
С середины 1918 года в юридической практике белых правительств видна линия по выделению дел, относящихся к выступлению большевиков, в отдельное судопроизводство. Почти одновременно издаются постановления Верховного управления Северной области. «Об упразднении всех органов советской власти» от 2 августа 1918 г. и Временного сибирского правительства «Об определении судьбы бывших представителей советской власти в Сибири» № 93 от 3 августа 1918 г. Согласно первому, подвергались аресту все работники советов и комиссары большевиков. Арест продолжался «впредь до выяснения следственными органами степени виновности их в содеянных советской властью преступлениях — убийствах, грабежах, предательстве родины, возбуждении гражданской войны между классами и народностями России, расхищении и злоумышленном уничтожении государственного, общественного и частного имущества под предлогом исполнения служебного долга и в других нарушениях основных законов человеческого общества, чести и нравственности».
Согласно второму акту, «сторонники большевизма» могли быть подвергнуты как уголовной, так и политической ответственности: «все представители так называемой советской власти подлежат политическому суду Всесибирского учредительного собрания» и «содержатся под стражей до его созыва».
Обосновательной базой для применения жёстких репрессивных мер в отношении активистов и сторонников партии большевиков, сотрудников ВЧК, красноармейцев и командиров Красной армии стало рассмотрение особой следственной комиссией по расследованию злодеяний большевиков, сформированной распоряжением главнокомандующего вооружёнными силами Юга России генерала А. И. Деникина, более 150 дел, сводок, отчётов о массовых казнях и применении пыток, надругательствах над святынями Русской православной церкви, убийствах мирных жителей, других фактах красного террора. «Все материалы, заключающие указания на преступные деяния и виновность отдельных лиц, Особая комиссия сообщала подлежащим следственным и судебным властям… оставление без репрессий самых ничтожных участников преступления приводит к необходимости со временем иметь с ними дело уже в качестве главных виновников другого однородного преступления».
Аналогичные комиссии создавались в 1919 году на иных «только что освобожденных от большевиков районах, … из лиц, занимавших судебные должности».
С лета 1918 года на территории Советской России значительно увеличилось количество случаев индивидуального белого террора. Вот что по этому поводу писал в своей книге, волонтёр благотворительной организации YMSA на Севере России, американский писатель Ральф Альберсон:

Расстрелы подозреваемых в симпатии к большевикам производились повсюду. Инквизиционные процессы русских марионеок военной интервенции были настолько похожи на процессы старого режима, что они окончательно рассеяли все иллюзии относительно военной интервенции, которые могли остаться в сознании крестьян.
Когда ночь за ночью расстрельная команда уничтожала партиями своих жертв, не имело значения то, что мирному населению запрещалось выходить на улицы. Тысячи ушей слышали грохот пулемётов. И никакая утренняя газета не могла дать полное описание и распространение всех ужасных подробностей, какое давало сарафанное радио — главный источник информации для местных.
— Бои без войны (Необъявленная война.) Отчёт о военной интервении на Севере России
В начале июня в Петрозаводске было организовано покушение на следователя Областного комиссариата внутренних дел Богданова. 20 июня 1918 года был убит террористом комиссар Северной Коммуны по делам печати, пропаганды и агитации В. Володарский. 7 августа произошло покушение на Рейнгольда Берзина, в конце того же месяца был убит комиссар внутренних дел Пензы Оленин, 27 августа в гостинице «Астория» была совершена попытка покушения на председателя Совнаркома Северной Коммуны Г. Е. Зиновьева. 30 августа 1918 года в результате покушений был убит председатель ПГЧК, комиссар внутренних дел Северной Коммуны М. С. Урицкий и ранен Ленин.

### Террор войск Чехословацкого корпуса
Импульс к развитию белый террор получил после восстания 40-тысячного чехословацкого корпуса. Как отмечает историк И. С. Ратьковский, рассредоточенность, удалённость от родной страны, участие в Первой мировой войне и последующий длительный плен чехословаков — всё это способствовало установлению режима жёсткой диктатуры.
После захвата чехословаками Челябинска 26 мая 1918 г. все члены местного Совета были арестованы и расстреляны. После захвата Пензы в плен к чехословакам попало около 250 красноармейцев-чехословаков, большинство которых вскоре было убито. Все члены местного совета (20 человек) были расстреляны и после захвата 30 мая Петропавловска.
8 июня войсками Чехословацкого корпуса была взята Самара, после чего в тот же день ими было расстреляно 100 красноармейцев и 50 рабочих. Всего в первые дни после взятия города ими было убито не менее 300 человек. Проводятся и массовые аресты. К 15 июня в Самаре число заключённых достигло 1680 человек, к началу августа — более 2 тысяч. Кроме того, часть арестованных из Самары была вывезена в другие города. Так, в Бузулуке в августе их количество достигло 500, в Хвалынске — 700, в Сызрани — 600 человек.
Продолжались регулярные расстрелы в Самаре и её окрестностях и летом 1918 г. 6 июля в Самаре после разгона собрания железнодорожников было расстреляно 20 человек. Из 75 человек самарского союза грузчиков 54 были расстреляны. Вблизи Самары в ходе подавления восстания крестьян в трёх волостях Бугурусланского уезда в июле 1918 года было расстреляно более 500 человек.
В Барнауле, занятом армиями Временного Сибирского правительства 15 июня 1918 г., большевистские руководители Кауфман А. А., Денисов С. К. , Дрокин Е. П., М. К. Цаплин, И. В. Присягин, М. А. Фомин, Казаков, Карев, Сычев попали в плен и были казнены.
Во взятом чехословаками 22 июля Симбирске было расстреляно около 400 человек. В Казани, захваченной войсками чехословаков в августе, менее чем за месяц было казнено более тысячи её жителей.

## Белый террор на Востоке России
На Урале, в Сибири, на Дальнем Востоке России в жестокости были замечены войска, подконтрольные разным казачьим атаманам: Б. В. Анненкову, А. И. Дутову, Г. М. Семёнову, И. П. Калмыкову, И. Н. Красильникову и другим. В следственном деле против атамана Анненкова, начатом в мае 1926 года, сохранились несколько тысяч показаний подвергшихся грабежам крестьян, родственников убитых его отрядом под девизом: «Нам нет никаких запрещений! С нами Бог и атаман Анненков, руби направо и налево!». 11 сентября 1918 года при подавлении крестьянского выступления в Славгородском уезде «гусары» Анненкова замучили и убили до 500 человек. В их числе были и 87 делегатов крестьянского съезда, которых по приказу Анненкова изрубили на площади Славгорода против народного дома и там же закопали в яму. Была сожжена дотла деревня Чёрный Дол, в которой располагался штаб восставших, расстреливались, бились и вешались на столбах даже жёны и дети крестьян. Девушек из Славгорода и его окрестностей привозили к поезду Анненкова, находившемуся на городской станции, насиловали, а затем расстреливали. По свидетельству очевидца Блохина, казни анненковцев отличались особой жестокостью: у жертв вырывались глаза, языки, вырезались полосы на спине, их закапывали живьём, привязывали к конским хвостам. В Семипалатинске Анненков угрожал расстрелять каждого пятого жителя города в случае отказа выплаты контрибуции.
4 (22 марта) апреля 1918 г. казаки станицы Нежинской во главе с войсковым старшиной Лукиным и полковником Корчаковым совершили ночной набег на оренбургский горсовет, находившийся в бывшем юнкерском училище, где предприняли попытку полностью вырезать весь горсовет. Казаки рубили спящих, не успевших подняться с постели людей, не оказывавших сопротивления. Рубили всех подряд, вместе с женщинами и детьми (семьи работников горсовета) — всего погибло 129 человек. Среди погибших были шесть детей и несколько женщин. Детские трупы были изрублены пополам, убитые женщины лежали с вырезанными грудями и вспоротыми животами. За день до набега, 3 апреля 1918 г., в селе Сакмарском ими же будут расстреляны казаки Правдин и Свинцов, отказавшиеся участвовать в нападении на красный Оренбург. 9 мая 1918 года после взятия казаками атамана Дутова села Александров-Гая было закопано заживо 96 взятых в плен красноармейцев. Всего в селе разными способами было казнено 675 человек. После захвата казачьим отрядом атамана Дутова 27 мая 1918 года Челябинска и Троицка, 3 июля Оренбурга в этих городах был установлен режим террора. В одной оренбургской тюрьме содержалось более 6 тысяч заключённых, из них около 500 были убиты в ходе допросов. В Челябинске дутовцами было расстреляно или вывезено в тюрьмы Сибири 9 тысяч человек. По сообщениям советской периодики, в Троицке дутовцами в первые недели после взятия города было расстреляно около 700 человек. В Илеке ими было уничтожено 400 человек. Такие массовые казни были характерны для казачьих войск Дутова. Приказом от 4 августа 1918 года Дутов ввёл на подконтрольных ему территориях смертную казнь за малейшее сопротивление властям, а также за уклонение от воинской службы. В одной только Уральской области в январе 1919 года казаками Дутова было убито 1050 человек. 3 апреля 1919 года казачий атаман приказал расстреливать и брать заложников при проявлении малейшей неблагонадёжности. В том же году в селе Сахарное дутовцами была сожжена больница вместе с 700 находившимися там больными тифом красноармейцами, уничтожена деревня Меглиус вместе с 65 её жителями.
Сподвижник атамана Семёнова генерал-майор Л. Ф. Власьевский на допросе 13 августа 1945 года свидетельствовал:

«Белоказачьи формирования атамана Семёнова приносили много несчастий населению. Они расстреливали заподозренных в чём-либо лиц, жгли деревни, грабили жителей, которые были замечены в каких-либо действиях или даже в нелояльном отношении к войскам Семёнова. Особенно отличились в этом дивизии барона Унгерна и генерала Тирбаха, имевших свои контрразведывательные службы. Но наибольшие зверства всё же чинили карательные отряды войсковых старшин Казанова и Фильшина, сотника Чистокина и другие, которые подчинялись штабу Семёнова».— 
Сам Семёнов также признавал на суде, что при проявлении сопротивления его войска сжигали деревни. Семёнов лично держал под контролем пытки в застенках, в ходе которых было убито до 6500 человек.

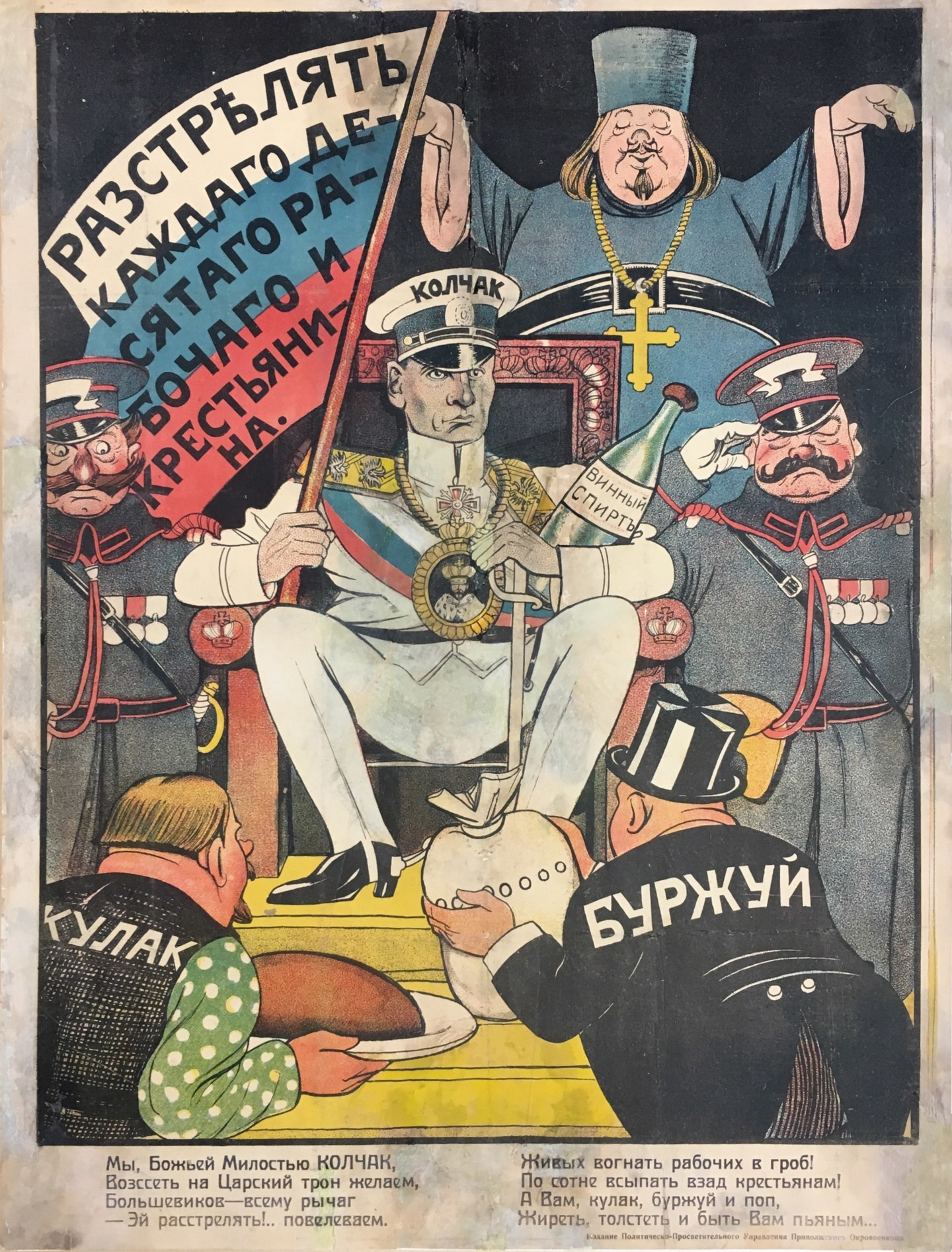
«Расстрелять каждого десятого» — советский агитплакат антиколчаковского содержания

Наивысшего размаха «белый террор» достиг в Сибири в отношении крестьян в ходе карательных акций частей армий адмирала Колчака в районах действия партизан, в этих акциях использовались также отряды Чехословацкого корпуса. Отношение адмирала Колчака к большевикам, которых он именовал «шайкой грабителей», «врагами народа» было крайне негативным.
В ноябре 1918 года адмирал А. В. Колчак, осуществляя власть в Сибири, проводил политику высылки и расстрелов эсеров. Член ЦК партии правых эсеров Д. Ф. Раков после освобождения из тюрьмы написал письмо, которое было опубликовано в 1920 году в виде брошюры с названием «В застенках Колчака. Голос из Сибири». В нём он писал, в частности, следующее:

«Омск просто замер от ужаса. В то время, когда жены убитых товарищей день и ночь разыскивали в сибирских снегах их трупы, я продолжал мучительное своё сидение, не ведая, какой ужас творится за стенами гауптвахты. Убитых… было бесконечное множество, во всяком случае, не меньше 2500 человек… Целые возы трупов провозили по городу. Пострадали главным образом солдаты местного гарнизона и рабочие…»— 
С приходом к власти Колчака Российский Совет министров Постановлением от 3 декабря 1918 года «в целях сохранения существующего государственного строя и власти Верховного Правителя» скорректировал статьи Уголовного Уложения Российской империи от 1903 года. Статьи 99, 100 установили наказание в виде смертной казни как за покушение на Верховного Правителя, так и за попытку насильственного свержения власти, отторжения территорий. «Приготовления» к данным преступлениям, согласно статье 101 карались «срочной каторгой». Оскорбления ВП в письменной, печатной и устной форме карались тюремным заключениям согласно статье 103. Бюрократический саботаж, неисполнение приказов и прямых обязанностей служащими, согласно статье 329, карались каторжными работами на срок от 15 до 20 лет. Деяния согласно Уложению рассматривались военно-окружными или военно-полевыми судами в прифронтовой полосе. Отдельно указывалось, что данные изменения действуют лишь «до установления народным представительством основных государственных законов». Согласно данным статьям квалифицировались, к примеру, действия большевистско-эсеровского подполья, организовавшего восстание в Омске в конце декабря 1918 года.
11 апреля 1919 года правительством Колчака было принято Положение № 428 «О лицах, опасных для государственного порядка вследствие принадлежности к большевистскому бунту» за подписью министра юстиции С. Старынкевича. Законодательный акт был опубликован в омской газете «Правительственный вестник Омск» (№ 188 от 19 июля 1919 г.). Он предусматривал ссылку на срок от года до пяти лет без конфискации и лишение на данный период «политических прав» для «лиц, признанных опасными для государственного порядка вследствие прикосновенности их каким-либо образом к большевистскому бунту». Санкция, согласно закону, «иностранные подданным — высылка за границу», лица, не достигшие 17 лет, отдавались «под надзор родителей». В случае «самовольного возвращения» из ссылки или из заграницы предусматривалась ответственность в виде каторжных работ от 4 до 8 лет. Приоритет отдавался гражданскому судопроизводству, а военно-полевые суды исключались из судебной системы. Расследование дел возлагалось на специально создаваемые Окружные Следственные Комиссии, действующие согласно Постановлению № 508 от 1 июля 1919 года «О порядке расследования и рассмотрения преступлений, совершённых в целях большевистского бунта».
Довольно мягкие репрессивные меры в отношении большевиков и их сторонников объяснялись, прежде всего, необходимостью сохранить демократические элементы в условиях последующего обращения к мировому сообществу с предложением о признании суверенного государства и Верховного Правителя России.
В то же время, наличие статей 99-101 во временной редакции Уголовного уложения от 3 декабря 1918 года позволяло, при необходимости квалифицировать действия «противников власти» по нормам Уголовного уложения, которые предусматривали смертную казнь, каторжные работы и тюремное заключение и выносились не Следственными Комиссиями, а органами военной юстиции.
Из документальных свидетельств — выдержка из приказа губернатора Енисейской и части Иркутской губернии генерала С. Н. Розанова, особого уполномоченного Колчака в г. Красноярске от 27 марта 1919 года:

Начальникам военных отрядов, действующих в районе восстания:
1. При занятии селений, захваченных ранее разбойниками, требовать выдачи их главарей и вожаков; если этого не произойдёт, а достоверные сведения о наличии таковых имеются, — расстреливать десятого.
2. Селения, население которых встретит правительственные войска с оружием, сжигать; взрослое мужское население расстреливать поголовно; имущество, лошадей, повозки, хлеб и так далее отбирать в пользу казны.
Примечание. Всё отобранное должно быть проведено приказом по отряду…
6. Среди населения брать заложников, в случае действия односельчан, направленного против правительственных войск, заложников расстреливать беспощадно.— 
.
Данный приказ генерала С. Н. Розанова основывался на приказе Верховного правителя России адмирала А. В. Колчака (ГА РФ. Ф. 827. Оп. 10. Д. 105. Л. 126), из которого были взяты все основные положения: «Возможно скорее, решительнее покончить с енисейским восстанием, не останавливаясь перед самыми строгими, даже жестокими мерами в отношении не только восставших, но и населения, поддерживающего их. В этом отношении пример Японии в Амурской области, объявившей об уничтожении селений, скрывающих большевиков, вызван, по видимости, необходимостью добиться успехов в трудной партизанской борьбе. Во всяком случае, в отношении селений Кияйское, Найское должна быть применена строгая мера. Я считаю, что способ действий должен быть примерно таковым:
'1. В населённых пунктах надлежит организовать самоохрану из надежных жителей.'
'2. Требовать, чтобы в населённых пунктах местные власти сами арестовывали, уничтожали всех агитаторов или смутьянов.'
'3. За укрывательство большевиков, пропагандистов и шаек должна быть беспощадная расправа, которую не производить только в случае, если о появлении этих лиц (шаек) в населённых пунктах было своевременно сообщено ближайшей войсковой части, а также о времени ухода этой шайки и направления её движения было своевременно донесено войскам. В противном случае на всю деревню налагать денежный штраф, руководителей деревни предавать военно-полевому суду за укрывательство.'
'4. Производить неожиданные налёты на беспокойные пункты и районы. Появление внушительного отряда вызывает перемену в настроении населения. (…)'
'7. Для разведки, связи пользоваться местными жителями, беря заложников. В случае неверных и несвоевременных сведений или измены заложников казнить, а дома, им принадлежащие, сжигать…. Всех способных к боям мужчин собирать в какое-нибудь большое здание, содержать под надзором и охраной на время ночёвки, в случае измены, предательства — беспощадная расправа»''.'
Приказ был отменён генерал-лейтенантом С. Н. Розановым 24 июня 1919 года (после подавления Енисейского восстания, где было расстреляно около 10 тыс. человек), по представлению Министерства юстиции правительства А. В. Колчака. Об этом говорится в Уведомлении Минюста МИДу в ответ на заявление командующего союзными войсками генерала М. Жанена:

…приказ генерал-лейтенанта Розанова от 28 марта 1919 г. о заложниках по настоянию министра юстиции отменён ещё до образования Комитета по обеспечению порядка и законности в управлении.— 
Заявление генерала М. Жанена вызвано отменой 5 августа 1919 года Комитетом по обеспечению законности и порядка при правительстве А. В. Колчака (созданном 27 июня 1919 года) приказа начальника 2-й чехословацкой стрелковой дивизии и начальника охраны железнодорожного участка Новониколаевск — Ачинск полковника Крейчего от 11 мая 1919 года. Приказ Крейчего был аналогичен приказу Розанова, в нём говорилось о взятии заложников из числа жителей населённых пунктов, расположенных в 20 верстной зоне от полотна железной дороги, их расстреле, сжигании подозрительных деревень, при совершении диверсий вызвавших крушение эшелонов и невыдаче виновных.
Отмена Комитетом неправомочного приказа полковника Крейчего вызвало недовольство союзников. Генерал М. Жанен выразил это недовольство и сослался на схожий приказ генерала С. Н. Розанова. В ответ колчаковский МИД сообщил о его отмене.
Вместе с тем, практика издания В Сибири приказов аналогичных приказу генерала Розанова продолжилась. Так, 30 сентября 1919 г. вышел приказ № 654 выпускника Академии Генштаба, генерал-лейтенанта А. Ф. Матковского (в публикациях часто ошибочно называется Майковским), командующего с конца 1918 г. Западно-сибирского (омского) военного округа, о расправе над восставшими против колчаковцев крестьянами:
"I. В каждой деревне района восстания подробно обыскивать, захваченных с оружием в руках, как врагов, расстреливать на месте.
II. Арестовывать по показанию местных жителей всех агитаторов, членов Совдепов, помогавших восстанию, дезертиров, пособников и укрывателей и предавать военно-полевому суду.
III. Ненадёжный и порочный элемент высылать в Березовский и Нерченский край, передавая их милиции.
IV. Местных властей, не оказавших должного сопротивления бандитам, исполнявших их распоряжения и не принявших всех мер к ликвидации красных своими средствами, предавать военно-полевому суду, наказание увеличивать до смертной казни включительно.
V. Восставшие вновь деревни ликвидировать с удвоенной строгостью, вплоть до уничтожения всей деревни.
Политические руководители чехословацкого корпуса Б. Павлу и В. Гирса в официальном меморандуме союзникам в ноябре 1919 года заявляли:

Под защитой чехословацких штыков местные русские военные органы позволяют себе действия, перед которыми ужаснётся весь цивилизованный мир. Выжигание деревень, избиение мирных русских граждан целыми сотнями, расстрелы без суда представителей демократии по простому подозрению в политической неблагонадёжности составляют обычное явление, и ответственность за всё перед судом народов всего мира ложится на нас: почему мы, имея военную силу, не воспротивились этому беззаконию— .
По данным афиллированного с КПРФ историка Голуба, в Екатеринбургской губернии, одной из 12 находившихся под контролем Колчака губерний, при Колчаке было расстреляно не менее 25 тысяч человек, перепорото около 10 % двухмиллионного населения. Пороли как мужчин, так и женщин и детей.
Как отмечает про режим Колчака А. Л. Литвин, «трудно говорить о поддержке его политики в Сибири и на Урале, если из примерно 400 тыс. красных партизан того времени 150 тыс. действовали против него, а среди них 4—5 % было зажиточных крестьян, или, как их тогда называли, кулаков».

## Белый террор на Юге России

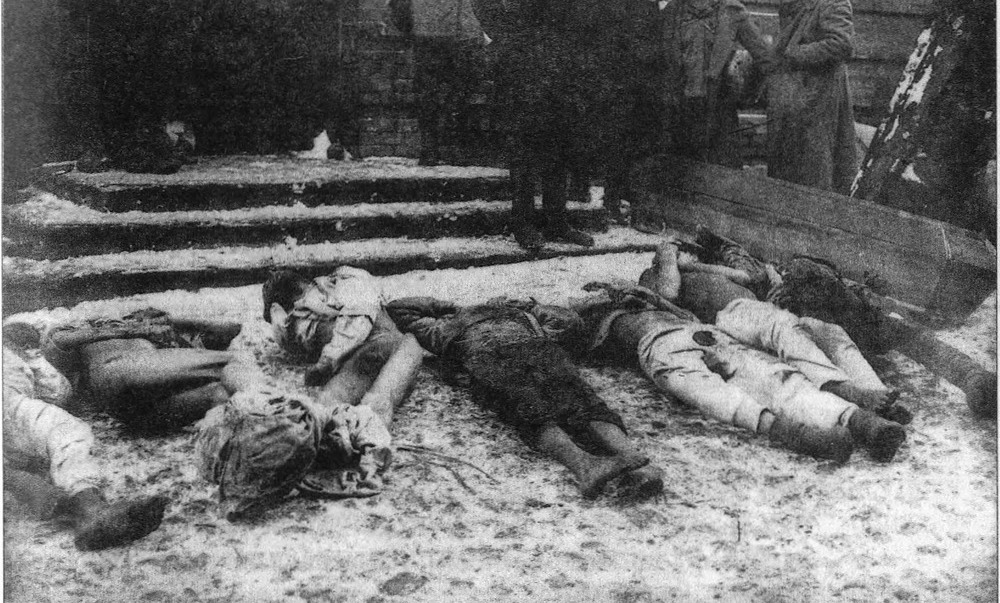
Тела жертв террора в Бахмуте, 1919

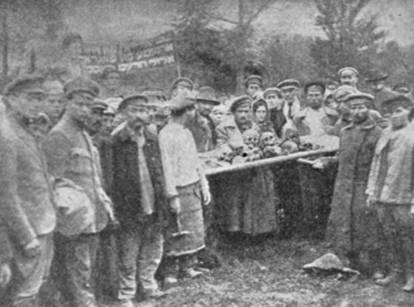
Последствия погрома в Фастове, 1919

Первые свидетельства о массовом белом терроре относятся уже к периоду прихода Добровольческой армии на Северный Кавказ летом 1918 года. Так, например, когда 26 августа 1918 года под контроль белых войск 1918 года перешел Новороссийск и военным комендантом города был назначен генерал А. П. Кутепов, то начались массовые расстрелы без всякого суда и следствия рабочих новороссийских цементных заводов, матросов («достаточным для расстрела поводом служил выжженный порохом на руке якорь или донос какого-нибудь почтенного обывателя о сочувствии того или другого лица большевизму»), пленных красноармейцев. Было расстреляно до 12 тыс. человек. После занятия Майкопа отрядом генерала В. Покровского 21—22 сентября 1918 года по его приказанию также были осуществлены массовые казни.
Деникин, говоря об ошибках белого движения и актах жестокости со стороны белых офицеров в ходе войны с «красной напастью» в борьбе за «Великую, Единую и Неделимую Россию», заявил:
Был подвиг, была и грязь. Героизм и жестокость И жалки оправдания, что там, у красных, было несравненно хуже. Но ведь мы, белые, вступали на борьбу именно против насилия и насильников!..
Сам Антон Иванович признавал уровень повсеместного разгула жестокости и насилия в рядах своей армии:
Нет душевного покоя, — Каждый день — картина хищений, грабежей, насилия по всей территории вооружённых сил. Русский народ снизу доверху пал так низко, что не знаю, когда ему удастся подняться из грязи
Я не хотел бы обидеть многих праведников, изнывавших морально в тяжелой атмосфере контрразведывательных учреждений, но должен сказать, что эти органы, покрыв густою сетью территорию Юга, были иногда очагами провокации и организованного грабежа. Особенно прославились в этом отношении контрразведки Киева, Харькова, Одессы, Ростова (донская). Борьба с ними шла одновременно по двум направлениям — против самозванных учреждений и против отдельных лиц. Последняя была малорезультатна, тем более, что они умели скрывать свои преступления и зачастую пользовались защитой своих, доверявших им начальников
Правительством Деникина вопрос об ответственности большевиков решался жёстко. Приказом № 7 от 14 (27) августа 1918 г. Деникин распорядился «всех лиц, обвиняемых в способствовании или благоприятствовании войскам или властям советской республики в их военных или в иных враждебных действиях против Добровольческой армии, а равно за умышленное убийство, изнасилование, разбои, грабежи, умышленное зажигательство или потопление чужого имущества» предавать «военно-полевым судам войсковой части Добровольческой армии, распоряжением военного губернатора». Данный приказ, как правило, передавал дела на представителей советской власти и пленных судам тех воинских частей, с которыми они сражались — что не позволяло рассчитывать на снисхождения по отношению к виновным.
С формированием Особого совещания при ГК ВСЮР и создания Управления юстиции в его составе появилась возможность привести в систему меры ответственности руководителей советской власти и активистов большевистской партии. В Сибири и на Юге белая власть посчитала необходимым внесения изменений в статьи Уголовного уложения 1903 года. 8 января 1919 года Управление юстиции предложило восстановить в исходном виде редакции статей 100 и 101 от 4 августа 1917 года. Однако протокол заседания Особого совещания № 25 не было утверждено Деникиным, с его резолюцией: «Можно изменить редакцию. Но изменить репрессию (смертную казнь) совершенно невозможно. По этим статьям судятся большевистские главари — что же?! Мелкоте — смертная казнь, а главарям — каторга? Не утверждаю. Деникин».
На Особом Совещании № 38 от 22 февраля 1919 года Управление юстиции утвердило санкции по нормам Уложения 1903 года, установив в качестве санкции по статье 100 смертную казнь и срочную каторгу, каторгу не свыше 10 лет по статье 101, восстановив редакцию статьи 102, предусматривавшую ответственность «за участие в сообществе, составившемся для учинения тяжкого преступления» с санкцией в виде каторги до 8 лет, за «подговор составить сообщество» следовала каторга не свыше 8 лет. Данное решение было одобрено Деникиным и протокол совещания был подписан.
23 июля 1919 года Особым совещанием при главнокомандующем Вооруженными силами Юга России Деникине, был утвержден «Закон в отношении участников установления в Российском государстве советской власти, а равно сознательно содействовавших её распространению и упрочению», разработанный под руководством ученого-правоведа, председателя Московской судебной палаты В. Н. Челищева. Согласно этому закону (с поправками от 15 ноября 1919 г.) все, кто был виновен «в подготовлении захвата государственной власти Советом народных комиссаров, во вступлении в состав означенного Совета, в подготовлении захвата власти на местах советами солдатских и рабочих депутатов и иными подобного рода организациями, в сознательном осуществлении в своей деятельности основных задач советской власти», а также те, кто участвовал «в сообществе, именующимся партией коммунистов (большевиков), или ином обществе, установившем власть советов», подвергались смертной казни с конфискацией имущества. «Прочие виновные в содействовании или благоприятствовании деятельности советской власти» исходя из тяжести совершенного ими деяния, осуждались к следующим мерам наказания: «бессрочная каторга», или «каторжные работы от 4 до 20 лет», или «исправительные арестантские отделения от 2 до 6 лет». Согласно данному закону, наиболее мягким наказанием являлось тюремное заключение от месяца до 1 года 4 месяцев или «денежное взыскание» от 300 до 20 тыс. рублей.
Данный закон содержал уточнение, что для «виновных, оказывавших несущественное содействование или благоприятствование вследствие несчастно сложившихся для них обстоятельств, опасения возможного принуждения или иной достойной уважения причины» наступало «освобождение от ответственности», иными словами, карались только добровольные сторонники и «пособники» Советов и большевистской власти.
Данных мер казалось мало для наказания «преступных деяний» большевиков и советской власти. Под влиянием комиссии Мейнгардта по расследованию деяний красного террора, Особое совещание № 112 от 15 ноября 1919 года рассмотрело закон от 23 июля, усилив репрессии. В категорию «участников установления советской власти» были включены члены «сообщества, именующегося партией коммунистов (большевиков) или иного сообщества, установившего власть советов», или «иных подобных организаций». Наказуемыми действиями стали: «Лишение жизни, покушение на оное, причинение истязаний или тяжких телесных повреждений, или изнасилование». Санкция была оставлена без изменений — смертная казнь с конфискацией.
«Опасение возможного принуждения» было исключено Деникиным из раздела «освобождения от ответственности», поскольку, согласно его резолюции, он «трудноуловим для суда».
Пять членов Особого совещания выступили против казни за один только факт членства в коммунистической партии. Выразивший их мнение князь Г. Н. Трубецкой, член партии кадетов, не возражал против казни коммунистов во время, которое непосредственно следует «за боевыми действиями». Но принимать такой закон об использовании таких мер в мирное время он считал политически недальновидными. Этот закон, подчеркнул Трубецкой в своей записке к журналу от 15 ноября, с неизбежностью станет актом «не столько актом правосудия, сколько массового террора», а Особое совещание фактически «само становится на путь большевистского законодательствования». Он предлагал «установить широкую шкалу наказаний, от ареста до каторжных работ. Тем самым суду дана была бы возможность сообразовываться с особенностями каждого отдельного случая», «разграничить ответственность коммунистов, проявивших свою принадлежность к партии преступными действиями, от ответственности тех, кто хотя и входил в состав партии, но никаких преступных действий в связи с партийной принадлежностью не учинил», в то время как смертная казнь вызовет широкое недовольство у народных масс и «идейные заблуждения не искореняются, а усиливаются карами».

## «Белый террор» в конце Гражданской войны

Жертвы белого террора. Сибирь. 1919 г.

В то же время, в условиях неотвратимости наказания за пособничество РКП(б), в 1919 году несколько раз провозглашалась амнистия чинов РККА — всех, «кто добровольно перейдёт на сторону законной власти». 28 мая 1919 года было издано обращение-призыв «От верховного правителя и верховного главнокомандующего к офицерам и солдатам Красной армии»:
Родина ждёт конца братоубийственной гражданской войны… Пусть все, у кого бьётся русское сердце, идёт к нам без страха, так как не наказание ждёт его, а братское объятие и привет. Все добровольно пришедшие офицеры и солдаты будут восстановлены в своих правах и не будут подвергнуты никаким взысканиям, а наоборот — им будет оказана всякая помощь
Данное публичное заявление А. В. Колчака необходимо увязывать с одновременными секретными указаниями по ужесточению политики. 27 мая 1919 г. издан приказ адмирала А. В. Колчака по армии от 14 мая 1919 г.: «Лиц, добровольно служащих на стороне красных…во время ведения операций…в плен не брать и расстреливать на месте без суда; при поимке же их в дальнейшем будущем арестовывать и предавать военно-полевому суду». Колчак в октябре 1919 г. во время поездки в Тобольск откровенно говорил по этому поводу Главноуправляющему делами Верховного правителя и Совета министров Г. К. Гинсу: «Гражданская война должна быть беспощадной. Я приказываю начальникам частей расстреливать всех пленных коммунистов. Или мы их перестреляем, или они нас. Так было в Англии во времена войны Алой и Белой Розы, так неминуемо должно быть и у нас и во всякой гражданской войне». Данное зафиксированное в мемуарах высказывание А. В. Колчака дополняет его приказ, в котором говорилось: «Гражданская война по необходимости должна быть беспощадной. Командирам я приказываю расстреливать всех захваченных коммунистов. Сейчас мы делаем ставку на штык».
После поражения ВСЮР и армий Восточного фронта в 1919—1920 годах практически прекратилась работа комиссии по расследованию злодеяний большевиков, всё чаще последовали амнистии. К примеру, 23 января 1920 г. Главный начальник Приамурского военного округа генерал В. В. Розанов во Владивостоке издаёт приказ № 4, в котором заявляется, что пленные партизаны и красноармейцы, участвовавшие в боях по причине «неправильного или своеобразного понимания любви к Родине», подлежали полной амнистии «с забвением всего содеянного».
Ещё в 1918 году вводится довольно уникальное наказание времен белого террора — высылка в Советскую Россию. Законодательно она была закреплена Приказом от 11 мая 1920 года. Главком ВСЮР П. Н. Врангель утвердил норму, согласно которой «высылке в советскую Россию» подлежат лица, «изобличённые в непубличном разглашении или распространении заведомо ложных сведений и слухов», «в возбуждении путём произнесения речей и других способов агитации, но не в печати, к устройству или продолжению стачки, участии в самовольном, по соглашению между рабочими, прекращении работ, в явном сочувствии большевикам, в непомерной личной наживе, в уклонении от исполнения работ по содействию фронту»
Аналогичный указ за № 69 от 14 июля 1921 года утвердило Временное приамурское правительство братьев С. Д. и Н. Д. Меркуловых. Высылке подлежали «лица, принадлежащие к коммунистической партии, а равно — к партиям анархистов, социал-революционеров-интернационалистов и максималистов» и им «содействующие своей активной деятельностью». Высылка применялась так же при фактах подпольной работы, «разглашения вымышленных, порочащих правительство слухов», в случае «борьбы путём восстаний, террора и т. п.»
Согласно указу Правителя Приамурского края генерала М. К. Дитерихса № 25 от 29 августа 1922 года, ставшему практически последним актом судебно-правовой практики белых правительств, смертная казнь исключается, взятые в плен красные партизаны и сочувствующие им крестьяне подвергаются довольно необычному наказанию: «отпустить по домам под надзор соответствующих сельских обществ», «уговорить отстать от преступной работы и вернуться к своему мирному очагу», а также традиционное решение — «выслать в пределы Дальневосточной Республики».
В то же время на заключительном этапе Гражданской войны особенно жестокую политику «белого террора» проводили сибирские атаманы генерал-лейтенант Г. М. Семёнов (атаман Забайкальского казачьего войска, лично присутствовал при проведении допросов и пыток) и генерал-майор И. П. Калмыков (атаман Уссурийского казачьего войска); а также командир Конно-азиатской дивизии генерал-лейтенант барон Р. Ф. Унгерн фон Штернберг.
Их жестокие действия вызывали осуждение других руководителей Белого движения.

## Итоги
Точное число жертв «белого террора» не установлено, однако есть мнение, что политика «белого террора» вызвала такое недовольство у населения, что, наряду с другими факторами, послужила одной из причин поражения Белого движения в Гражданской войне.
По данным В. В. Эрлихмана, от «белого террора» погибло около 300 тысяч человек. В это число входят как жертвы внесудебных расправ собственно белых войск и правительств (ориентировочно 111 тысяч человек), так и жертвы иностранных оккупантов и интервентов и жертвы национальных окраинных режимов, возникших в результате крушения Российской империи. При этом, по данным Эрлихмана, число жертв красного террора составляет не менее 1 миллиона 200 тысяч человек.
По мнению И. С. Ратьковского, вопрос по поводу масштабов как белого, так и красного террора, остаётся открытым, можно только утверждать, что это было массовое явление. Более-менее установленным можно считать вклад интервентов в белый террор. Созданное в 1924 г. Общество содействия жертвам интервенции собрало к 1 июля 1927 г. свыше 1 млн 300 тыс. заявлений от советских граждан, зафиксировавших 111 тыс. 730 убийств и смертей, в том числе 71 тыс. 704 по сельскому и 40 тыс. 26 по городскому населению, ответственность по которым несли интервенты. Данные цифры включают как боевые, так и небоевые потери. Общие цифры потерь от белого (антибольшевистского) террора И. С. Ратьковский оценивает в «превышающую 500 тыс. человек», причисляя сюда жертв еврейских погромов от «украинских атаманов», хотя по принятой системе подсчёта жертв, белые власти могут быть ответственны только за то, что происходило на подконтрольной им территории.

## Память жертв белого террора

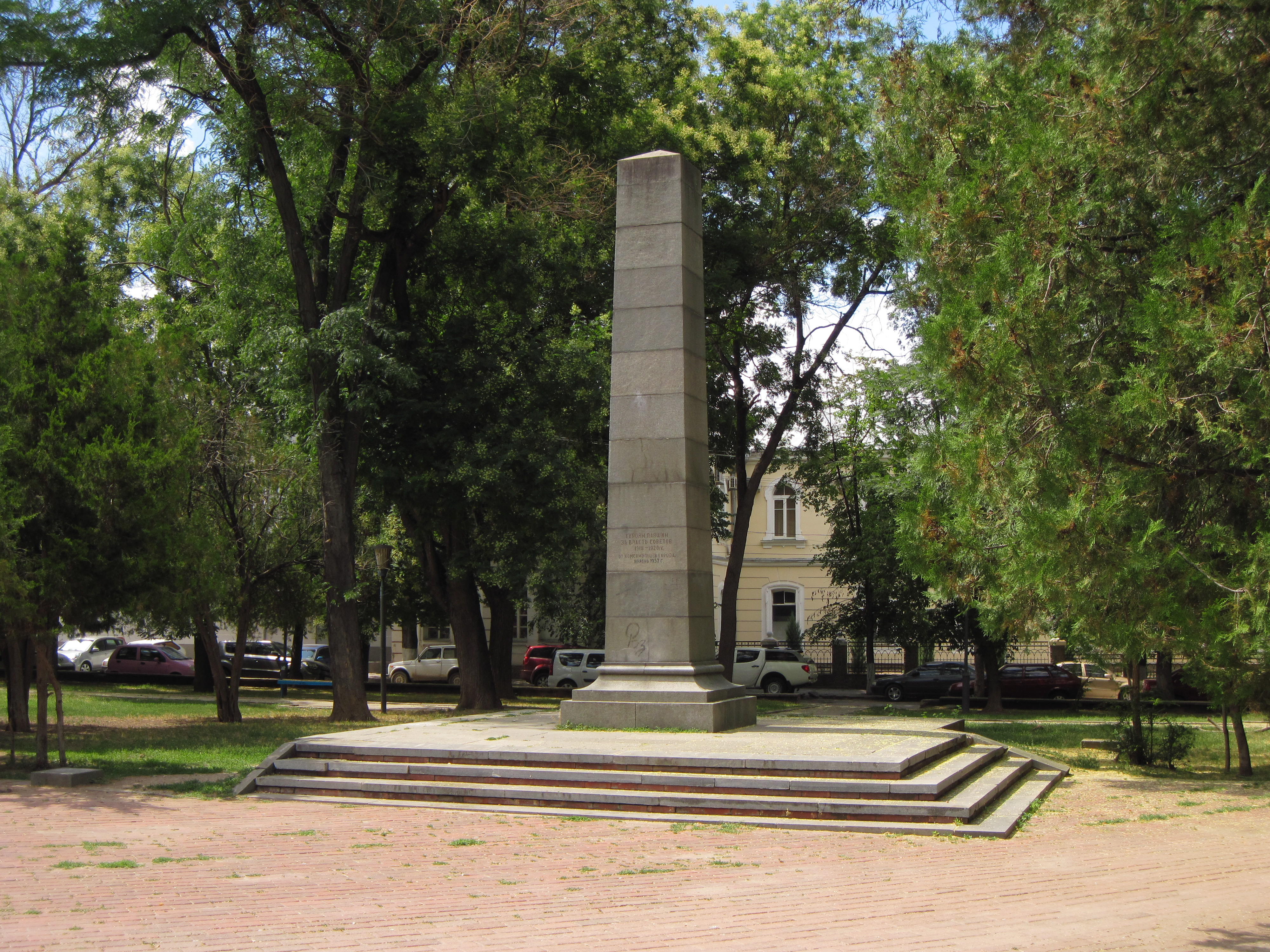
Братская могила жертв белого террора в Симферополе

На территории бывшего Советского Союза существует значительное количество памятников, посвящённых жертвам белого террора. Часто памятники ставились на местах массовых захоронений (братских могил) жертв террора.
Центральная площадь Волгограда с 1920 года носит название «площади Павших Борцов». Здесь, на бывшей Александровской площади, были захоронены останки 55 жертв белого террора. На памятнике-обелиске из чёрного и красного гранита высотой 26 м, созданного в 1957 году архитектором В. Е. Шалашовым, имеются надписи: «Пролетариат Красного Царицына борцам за свободу». «Здесь похоронены героические защитники Красного Царицына, зверски замученные белогвардейскими палачами в 1919 г.».
Братская могила жертв белого террора в Волгограде расположена в сквере на улице Добролюбова. Памятник построен в 1920 году на месте братской могилы 24 красноармейцев, расстрелянных белыми. Ныне существующий памятник в виде прямоугольной стелы был создан архитектором Д. В. Ершовой в 1965 году.
Памятник жертвам белого террора в Воронеже расположен в сквере недалеко от областной Никитинской библиотеки. Памятник открыт в 1920 году на месте публичной казни в 1919 году войсками К. Мамонтова партийных деятелей города; современный вид имеет с 1929 года (архитектор А. И. Попов-Шаман).
Памятник жертвам белого террора в Выборге открыт в 1961 году на 4-м километре Ленинградского шоссе. Памятник посвящён расстрелянным белыми из пулемёта на крепостном валу города 600 пленным.
В Славгороде Алтайского края памятник участникам Чернодольского восстания и членам их семей, ставшим жертвами белого террора атамана Анненкова, установлен на месте казни 28 повстанцев.
В Севастополе в районе ул. 5-я Бастионной с декабря 1920 года существует «Кладбище Коммунаров и жертв белого террора». Кладбище названо в честь участников коммунистического подполья, расстрелянных белыми в 1919—1920 годах. Позднее на кладбище хоронили погибших участников Великой Отечественной войны и партизанского движения в Крыму.